# 趙子奭
趙子奭（？—？），南宋宗室。他是房國公趙令稼的儿子、燕王趙德昭的六世孫、宋太祖的七世孫、宋高宗的兄弟輩。官至太師、封吳國公。他的玄孙趙昀即位为宋理宗后，追封高祖父為秦國公。追封周王，諡元肅。

## 家庭

### 妻
- 晉國夫人王氏，贈周晉國夫人

### 子
- 齊國公追封楚孝節王趙伯旿
- 趙伯晙